# Andrea Holzner
Andrea Holzner (* 24. August 1964 in Waldkirchen, Deutschland) ist eine österreichische Politikerin der Österreichischen Volkspartei (ÖVP). Seit 2014 ist sie Bürgermeisterin der Gemeinde Tarsdorf. Vom 31. Jänner 2019 bis zum 8. Dezember 2021 war sie vom Oberösterreichischen Landtag entsandtes Mitglied des Bundesrates, vom 9. Dezember 2021 bis zum 23. Oktober 2024 war sie Abgeordnete zum Nationalrat.

## Leben

### Ausbildung und Beruf
Andrea Holzner besuchte nach der Volksschule in Tarsdorf die Hauptschule in Ostermiething. Nach der Matura am Oberstufenrealgymnasium der Ursulinen in Salzburg 1982 studierte sie Agrarwissenschaften an der Technischen Universität München. Das Studium schloss sie 1988 als Diplomingenieurin ab. Ab 1992 war sie Kaufmännische Angestellte, seit 1997 ist sie in der familieneigenen Tischlerei tätig. Holzner ist verheiratet und Mutter von zwei Söhnen.

### Politik
Seit 2003 ist sie Mitglied des Gemeinderates der Gemeinde Tarsdorf im Bezirk Braunau am Inn, wo sie von 2009 bis 2014 Vizebürgermeisterin war und 2014 Bürgermeisterin wurde. 
Bei der Nationalratswahl 2017 kandidierte sie im Regionalwahlkreis Innviertel für die Oberösterreichische Volkspartei (OÖVP) als Listenzweite hinter August Wöginger.
Seit dem 31. Jänner 2019 ist sie vom Oberösterreichischen Landtag entsandtes Mitglied des Bundesrates. Sie folgte Ferdinand Tiefnig nach, der in den Landtag wechselte. 
Bei der Nationalratswahl 2019 kandidiert sie erneut hinter ÖVP-Landesspitzenkandidat August Wöginger im Regionalwahlkreis Innviertel auf dem zweiten Listenplatz und auf dem achten Listenplatz im Landeswahlkreis Oberösterreich. Nach der Landtagswahl 2021 verblieb sie im Bundesrat. 
Ursprünglich sollte sie im Jänner 2022 in der XXVII. Gesetzgebungsperiode Nikolaus Prinz als Abgeordnete zum Nationalrat nachfolgen. Durch den Wechsel von Claudia Plakolm ins Bundeskanzleramt im Dezember 2021 wurde deren Platz im Nationalrat frei, für sie rückte mit 9. Dezember 2021 Andrea Holzner nach. Das Bundesratsmandat übernahm Ferdinand Tiefnig. Nach der Nationalratswahl 2024 schied sie mit 23. Oktober 2024 aus dem Nationalrat aus.
In ihre Amtszeit als Bürgermeisterin fiel der Gemeinderatsbeschluss im November 2020 zur Umbenennung des Tarsdorfer Ortsteils Fucking in Fugging.